# Cranford (powieść)
Cranford – powieść Elizabeth Gaskell, opublikowana w 1851 w czasopiśmie "Household Words", pod redakcją Charlesa Dickensa.
W powieści są przedstawione dzieje małego miasteczka położonego obok Manchesteru.
Autorka skupia się na ukazaniu losów mieszkanek Cranford. To kobiety w średnim wieku, które całe swoje życie spędziły w tej niewielkiej miejscowości, toteż cały swój czas poświęcają na organizowaniu życia innym i dokładnym omawianiu swych poczynań. W centrum powieści znajduje się młodziutka Mary Smith, która zamieszkuje w małym domku u dwóch starych panien – sióstr: romantycznej panny Matty i despotyczno-rozważnej panny Deborah. Gaskell ukazuje nam również wiele charakterystycznych kobiet Cranford, które wpływają na losy innych mieszkańców. Są one opoką i napędem tego miasta, są również siłą przeciwstawiającą się jakimkolwiek zmianom. Powieść "Cranford", tak jak i inne utwory Elizabeth Gaskell, jest pełna romantycznych wątków, ale pojawiają się tu elementy charakterystyczne dla epoki pozytywizmu. Motyw kolei, jako postępu, jako symbolu nowych idei i nowej filozofii, przewija się przez całą powieść. Autorka konfrontuje tu dwie postaci: miss Deborah, która umiera na wieść o tym, że w jej mieście będzie kolej, oraz pana Cartera, światłego człowieka, bohatera typowego dla realizmu.
W utworze nie brak nawiązań do Jane Austen, ale Elizabeth Gaskell nie jest już – tak, jak jej poprzedniczka – skupiona na wątkach romantycznych. Gaskell wprowadza czytelnika w świat angielskiej prowincji: są tu postacie z wielu warstw społecznych, autorka sugeruje możliwość porozumienia się tych warstw, i wskutek tego następuje powolny zanik barier pomiędzy klasami społecznymi.